# Balandra

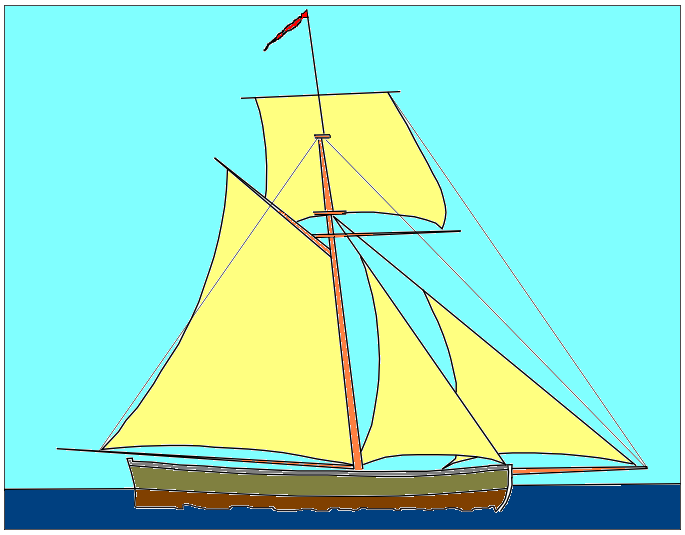
Cúter tipo Balandra.

En náutica, la balandra es una embarcación de vela tipo cúter, pequeña, de madera, con cubierta superior, con un solo palo, al menos un foque en estay de proa, y vela cangreja y cuadra. (ing. Spanish cutter; it. Balandra).

## Descripción
Las balandras son construidas con tablas de madera clavadas parcialmente, una encima de la otra, sistema llamado forro a tingladillo, contrariamente a la construcción de una carabela cuyo sistema es el de forro a tope en el que se juntan los cantos de las tablas sin llegar a sobreponerse encima como en el tingladillo.

## Expresiones relacionadas
- Estar dentro de balandra: pasar un buque al arsenal, en cuyo caso queda a las inmediatas órdenes del jefe de aquel puesto.
- Salir de balandras: salir un buque del arsenal y empezar en un todo el orden establecido para los armados y en actividad de servicio.